# 원산호텔
원산호텔(영어: Wonsan Hotel)은 조선민주주의인민공화국 강원도 원산시에 지을 호텔이었다. 신 원산호텔은 2014년에 제안했고 500개의 객실이 들어설 수 있다. 원산에 새로운 5성급 호텔 건설이 계획되어 있다. 새로운 호텔은 1,000명을 수용할 수 있으며 원산의 해변을 따라 위치할 수 있다. 호텔 건설은 26개월 동안 지속될 계획이다. 만약 완공되면 강원도에서 가장 높은 건물이 되었을 것이다.

## 내부 시설
원산호텔의 내부 시설이다.
| 층수       | 시설 |
| ---------- | ---- |
| 2층 ~ 60층 | 객실 |
| 1층        | 로비 |

## 같이 보기
- 조선민주주의인민공화국의 마천루 목록